# Kateřina Jalovcová
Kateřina Jalovcová (* 1978 Rakovník) je česká operní zpěvačka, mezzosopranistka. Mezinárodní pěveckou dráhu nastoupila v roce 2004, od roku 2006 je sólistkou Národního divadla v Praze.

## Studium
Kateřina Jalovcová studovala obor klasický zpěv na Pražské konzervatoři u prof. Brigity Šulcové.

## Profesionální umělecká činnost

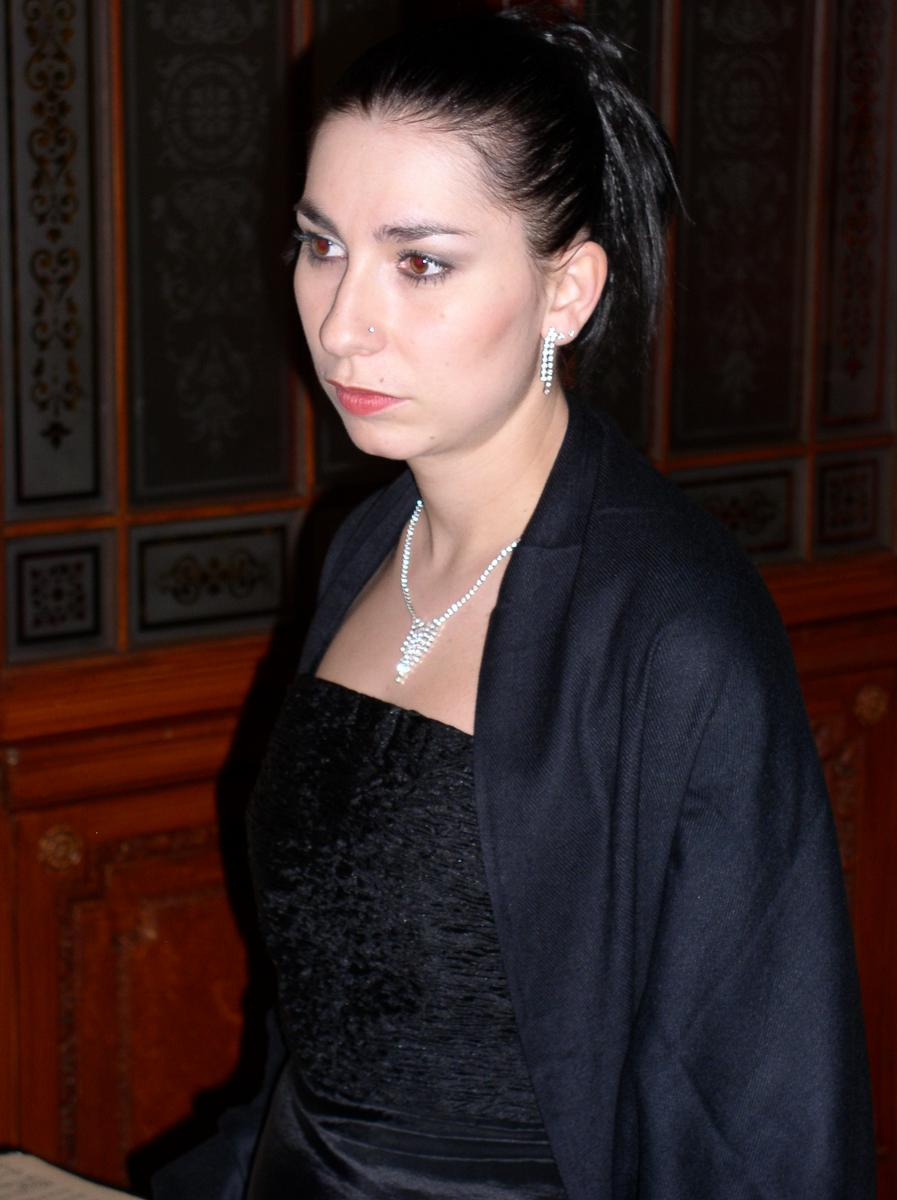
Kateřina Jalovcová (2007)

V letech 2004–2006 byla sólistkou Divadla F. X. Šaldy v Liberci. Jako host účinkuje též na dalších českých i zahraničních scénách (Moravské divadlo v Olomouci, Jihočeské divadlo v Českých Budějovicích, Divadlo Josefa Kajetána Tyla v Plzni, Opernhaus Graz, Wexfordský operní festival ad.).
Mezi největší role, které ztvárnila patří Azucena z Verdiho Trubadúra, Ulrica z Verdiho Maškarního plesu, Preziosilla z Verdiho Síly osudu, Siebel v Gounodově Faust a Markétka či role Fjodora v Musorgského Borisi Godunovovi.
Od roku 2006 je stálou sólistkou opery Národního divadla v Praze, kde nastudovala řadu rolí, např. Annio v Mozartově La clemenza di Tito, Cherubín v Mozartově Figarově svatbě, Dalila v Saint-Saënsově Samsonovi a Dalile, Káťa ve Dvořákově Čertovi a Káče, Meg Page ve Verdiho Falstaffovi, Olga v Čajkovského Evžen Oněgin, pastýřka v Janáčkově Jenůfě či Ježibaba ve Dvořákově Rusalce.
V červnu 2007 na Wexford Festival Opera ztvárnila roli Ježibaby v Rusalce. a v následujícím roce opět ve Wexfordu zpívala roli Lel ve Sněhurce Rimského-Korsakova pod vedením Dmitrije Jurovského.
Vystupovala také několikrát na koncertě se Symfonickým orchestrem FOK, zejména pak v nastudování role Jokasty ve Stravinského oratoriu Oedipus rex, či altového partu ve Dvořákově Requiem pod taktovkou Jiřího Kouta.

## Ocenění
V roce 2001, v době svých studií, získala 1. cenu v Pardubické soutěži konzervatoří. V roce 2004 byla nominována na cenu Alfréda Radoka jako talent roku. V červnu 2007 byla oceněna jako nejtalentovanější mladá zpěvačka na Wexford Festival Opera za ztvárnění Ježibaby v Rusalce.

## Nastudované role
- Giuseppe Verdi
  - Falstaff (Mrs. Meg Page)
  - Nabucco (Fenena)
  - Maškarní ples (Ulrica)
  - Trubadúr (Azucena)
  - Síla osudu (Preziosilla, cikánka), Jihočeské divadlo[5]

- Camille Saint-Saëns
  - Samson a Dalila (Dalila)[1]

- Petr Iljič Čajkovskij
  - Evžen Oněgin (Olga)
  - Jolanta (Laura)

- Modest Petrovič Musorgskij
  - Boris Godunov (Fjodor)

- Antonín Dvořák
  - Rusalka (Ježibaba)[1]
  - Čert a Káča (Káča)[1]

- Bedřich Smetana
  - Tajemství (Panna Róza), recenzent označil v roce 2006 její herecký výkon za zralý[6]
  - Libuše (Radmila)

- Wolfgang Amadeus Mozart
  - Figarova svatba (Cherubín)
  - Kouzelná flétna (Třetí dáma)
  - La clemenza di Tito (Annio)
  - Appolo a Hyacinthus (Zephyrus)

- Giacomo Puccini
  - Madam Butterfly (Suzuki)
  - Děvče ze Západu (Wowkle)

- Charles Gounod
  - Faust a Markétka (Siebel)

- Nikolaj Andrejevič Rimskij-Korsakov
  - Sněhurka (Lel)

- Leoš Janáček
  - Její pastorkyňa (pastýřka)